# Amadej Aba

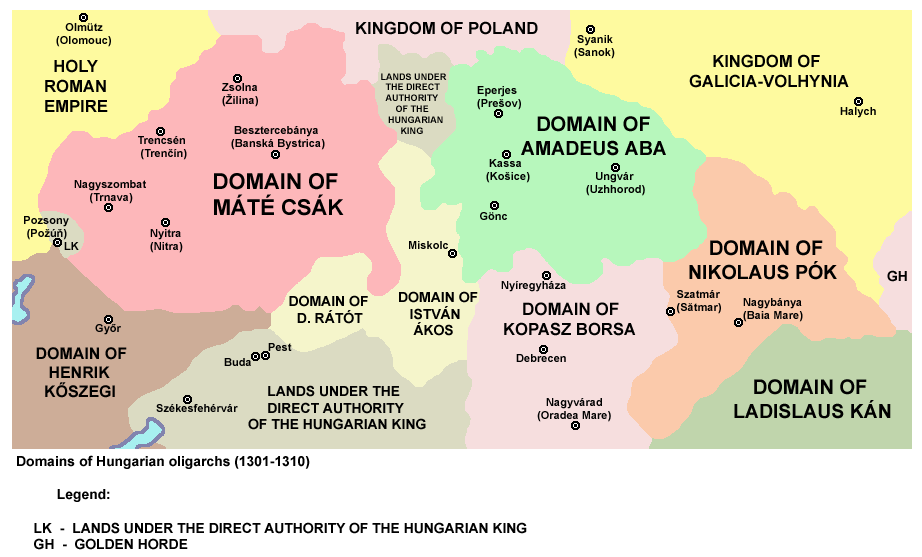
Ziemie Amadeja Aby we wsch. Słowacji i Zakarpaciu

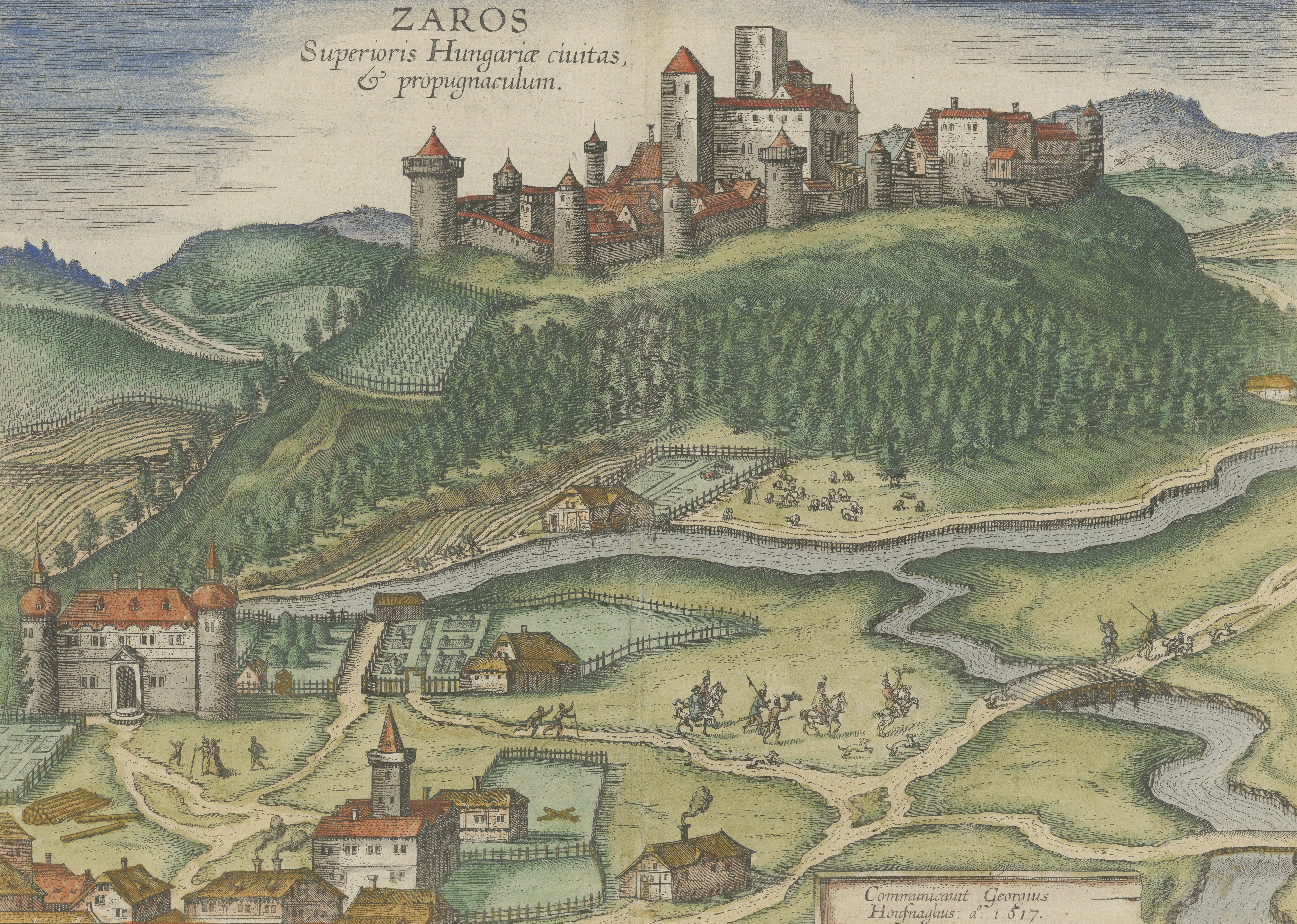
Zamek Szaryski

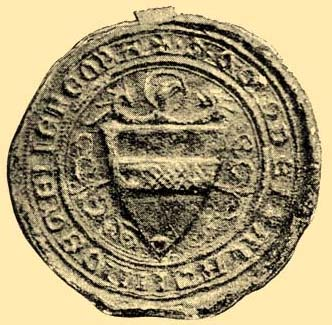
Pieczęć z napisem †S(igillum)• OMODEI PALATINI DE GENERE OBA

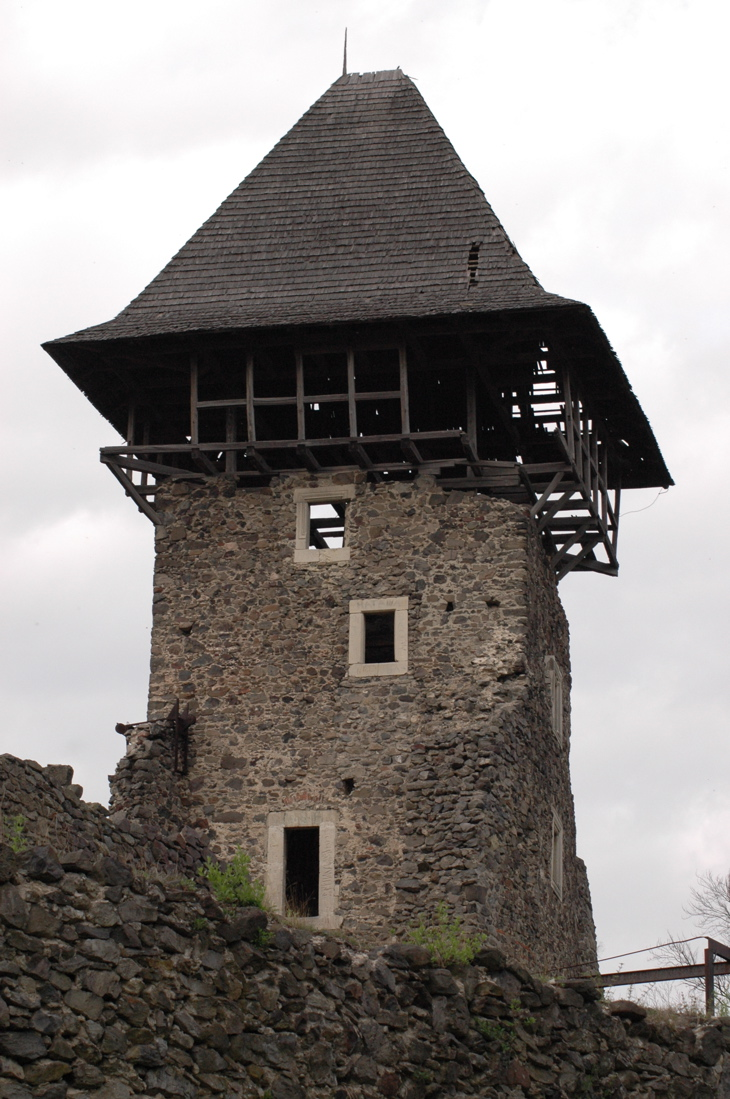
Zamek w Nevicke koło Użhorodu

Amadej Aba (węg. Aba Amadé; łac. Amadeus, Omodeus; ur. ok. 1240, zm. 5 września 1311 w Koszycach) – węgierski możnowładca z przełomu XIII i XIV wieku. Należał do jednego z największych węgierskich rodów – Aba, był synem Dawida.
Na przełomie XIII i XIV wieku był jednym z najpotężniejszych możnowładców Węgier, którego strefa wpływów obejmowała północno-wschodnią część kraju (ob. wsch. Słowacja i Zakarpacie).

## Kariera w czasach Arpadów
Po raz pierwszy pojawił się u boku króla Władysława IV w bitwie pod Suchymi Krutami w 1278 roku. W roku 1280 został komesem (ispán) Hermanstadt (ob. Sybin), a jego głównym zadaniem stało się sprawowanie władzy nad tamtejszymi Sasami. Od lat 80. XIII wieku walczył pomyślnie z Kumanami. W latach 1283–1285 po raz pierwszy był sędzią królewskim (iudex curie regiae, węg. országbíró, dosł. sędzia krajowy).
W latach 1288–1301 wielokrotnie pełnił urząd palatyna (węg. nádor). W roku 1288 otrzymał go po raz pierwszy, rok później – utracił, aby po raz drugi zostać sędzią królewskim. Jednak w roku 1290 zbuntował się przeciwko królowi Władysławowi IV, gdy ten zajął jeden z jego zamków – Tokaj. Król miesiąc później umarł (lipiec 1290), a jego następcą został Andrzej III – ostatni król Węgier z dynastii Arpadów. Amadej Aba był wiernym stronnikiem króla Andrzeja aż do jego śmierci w 1301 roku, mimo że ten kilkakrotnie odwoływał go ze stanowiska palatyna i znowu nań przywracał.
Po śmierci Andrzeja III najważniejszymi pretendentami do tronu Węgier stali się: następca tronu Czech, późniejszy Wacław III, oraz książę Karol Robert z dynastii Andegawenów. Wacław został koronowany na króla Węgier w 1301 roku (jako Władysław V), ale w 1304 uciekł do ojczyzny. Wtedy Amadej został zwolennikiem Karola Roberta. Z nim oraz z księciem Styrii Rudolfem III Habsburgiem zawarł w Pożoniu (obecnie Bratysława) sojusz przeciwko Wacławowi. W roku 1307 jako palatyn wziął udział w sejmie w Rákos (obecnie w granicach Pestu), uznającym Karola Roberta za króla, zaś w 1309 w jego koronacji. W 1308 został komesem Spiszu. W 1310 negocjował w Segedynie z wojewodą siedmiogrodzkim Władysławem Kánem (László Kán) warunki poddania się tego ostatniego pod władztwo Korony Węgierskiej.

## Wzrost potęgi
Amadej Aba ze zdobytych i odziedziczonych terytoriów stworzył praktycznie niepodległą prowincję. Po ojcu odziedziczył wraz z bratem Fintą zamek Nevicke (obecnie na Zakarpaciu) oraz prawdopodobnie Szokoly (obecnie Sokoľ koło Koszyc). Jego rodzina stała się jedną z najbardziej wpływowych w kraju. W 1285 roku otrzymał zamek w Füzér. W zamian za swoją służbę dla państwa w 1288 roku otrzymał od króla Władysława IV Komitat Ung. Wykorzystując zawirowania polityczne po wymarciu dynastii Arpadów w pierwszym dziesięcioleciu XIV w. wszedł w posiadanie zamków Boldogkőváralja, Gönc, Vizsoly i Regéc. W 1310 zajął Lubowlę na Spiszu i Mukaczewo na Zakarpaciu. W swoich posiadłościach Amadej bezprawnie korzystał z prerogatyw królewskich, tzn. nadawał ziemie i przywileje swoim podwładnym. Swój dwór ustanowił w Gönc.

## Sojusz z Władysławem Łokietkiem
Amadej Aba uczestniczył również w walkach o polski tron. W latach 80. XIII wieku otrzymał ziemie i przywileje od Władysława Łokietka. W latach 1304–1305 wspierał Łokietka militarnie w walkach o tron przeciwko królowi Polski i Czech, Wacławowi II. Wojska Amadeja pomogły Łokietkowi m.in. w opanowaniu zamku Pełczyska, Wiślicy i Lelowa.
W 1311 roku wsparł zbrojnie Władysława Łokietka, gdy trwał w Krakowie – wspierający Jana Luksemburskiego – bunt wójta Alberta.

## Konflikt z Karolem Robertem i upadek rodu
W połowie roku 1310 Amadej popadł w niełaskę u króla Karola Roberta i został pozbawiony stanowisk. Skutkiem był bunt Aby. W roku 1311 zamierzał zdobyć Koszyce, ale został zabity w potyczce przez tamtejszych Sasów. Po śmierci jego synowie również walczyli przeciwko królowi, sprzymierzając się z panem Górnych Węgier, Mateuszem Czakiem, ale zostali pokonani w bitwie pod Rozhanovcami k. Koszyc w roku 1312. Bitwa ta zakończyła okres wpływów rodu Aba na historię Węgier. Posiadłości rodu podzielono na części i rozdano w latach 1320–1340.